# Rubus leucophaeus
Rubus leucophaeus är en rosväxtart som beskrevs av P. J. Müll.. Rubus leucophaeus ingår i släktet rubusar, och familjen rosväxter.

## Underarter
Arten delas in i följande underarter:
- R. l. balcanicola
- R. l. subcaesius
- R. l. intermedius